# Registrator
Der Registrator oder auch Kanzleiregistrator einer Hofkanzlei vom 15. Jahrhundert bis Ende des 19. Jahrhunderts war ein Kanzleibedienter in hervorgehobener Stellung, typischerweise vereidigt. Er war verantwortlich für die Aufbewahrung des gesamten Aktenmaterials einer Kanzlei und insbesondere auch für die Registrierung des aus- und eingehenden Schriftverkehrs in Registerbüchern. Ebenso war er zuständig für die Kollation der Kanzleiausfertigungen von Urkunden, oft auch für deren Siegelung.

## Bekannte Registratoren
- Jodok Pein, in der kaiserlich-königlichen Reichshofkanzlei zu Wien
- Jakob von Ramingen

## Weblink
- Kanzleiregistrator (Deutsches Rechtswörterbuch - DRW) (uni-heidelberg.de)